# ترجمه رسمی
ترجمه رسمی نوعی ترجمه است که در آن سند ترجمه شده برای استناد در سیستم‌های قضایی مورد استناد قرار می‌گیرد. این ترجمه باید توسط مترجم رسمی قوه قضائیه (تحت مدیریت اداره کل ترجمه رسمی در معاونت حقوقی قوه قضائیه) صورت پذیرد. زمانی که این ترجمه روی سربرگ مترجم رسمی قوه قضائیه چاپ و مهر و امضاء شده باشد رسمیت پیدا می‌کند. مترجم رسمی، مترجمی را گویند که از طرف دادگاه و نهادهای قضائی یک کشور به رسمیت شناخته شده باشد.

#### کاربرد ترجمه رسمی
ترجمه رسمی پس از مهر و امضای مترجم رسمی قابلیت تأیید توسط دادگستری و وزارت امور خارجه را دارد. در اصل، هدف از طی کردن سلسله مراتب ترجمه رسمی و تاییدات قانونی این است که مراجع و محاکم خارجی بتوانند اصالت اسناد ترجمه شده را بدون نیاز به تأیید اصالت سند اصلی و از طریق مهر و امضاهای شناخته شده مشخص کنند. به عنوان مثال، تصور کنید دادگاهی در ایالت متحده نیاز به اثبات زوجیت دو دانشجوی ایرانی دارد. از آنجایی که سند ازدواج ایرانی و تعیین اصالت آن از حیطه تخصص سیستم قضایی ایالات متحده خارج است، یک راه این است که از طریق مراجع قانونی نسبت به اصالت سند استعلامات لازم صورت پذیرد، که بسیار زمانبر و شاید غیرممکن باشد.
راه دیگر آن است که از طریق تأیید مهر و امضای وزارت خارجه ایران (که برای مراجع قانونی خارجی شناخته شده‌است)، تمامی مهر و امضاهای قبلی (از جمله مهر و امضای دادگستری، مترجم رسمی و دفترخانهٔ صادر کننده اصل سند ازدواج) بدون نیاز به استعلام تأیید اصالت گردند. در واقع، سند ترجمه شده که به تأیید وزارت خارجه رسیده‌است به لحاظ اعتبار حقوقی، با سند فارسی برابر است و همان کارکرد را دارد.
البته باید اشاره کرد که در مورد مدارک لازم برای صدور ویزای گردشگری از طرف سفارت‌های خارجی، در اکثر مواقع مهر و امضای مترجم رسمی کفایت می‌کند و نیازی به تاییدات دادگستری و وزارت امور خارجه نیست.

#### مترجم دادگستری
مترجم دادگستری به اشکال مختلف برگزیده می‌شود. در برخی از کشورها توسط دادگاه تجدید نظر و در برخی از کشورها توسط کانون کارشناسان برگزیده می‌شود. در ایران، مسئولیت این انتخاب به عهده اداره کل اسناد و امور مترجمان رسمی قوه قضائیه (اداره فنی) است؛ در سالیان اخیر، اداره فنی با همکاری سازمان سنجش و آموزش کشور اقدام به برگزاری آزمون کتبی و شفاهی جهت گزینش و معرفی مترجم جدید کرده‌ است.
عرصه‌های کارشناسی دادگستری متنوع و گسترده‌است و مترجم رسمی یکی از عناصر بدنه کارشناسی دادگاه به‌شمار می‌رود. البته، بر خلاف تصور عموم، کارشناسان دادگستری که از میان دانش‌آموختگان زبان‌های مختلف تحت عنوان «کارشناس دادگستری» انتخاب می‌شوند، اجازه دایر کردن رسمی را ندارند.
نهاد صنفی مترجم‌های رسمی با نام کانون مترجمین رسمی شناخته می‌شود. از مسئولیت‌های مهم این کانون می‌توان به پخش سربرگ و پرچم مخصوص پلمپ بین مترجم‌ها و همچنین پیگیری درخواست‌های صنفی مترجم‌ها در اداره فنی و سایر مراجع قانونی اشاره کرد. همچنین نرخ‌نامه سالانه ترجمه رسمی، توسط کانون مترجمان رسمی ایران تعیین و به مترجم‌های رسمی و دارالترجمه‌ها ابلاغ می‌گردد که موظف به رعایت آن تعرفه می‌باشند.

#### هزینه ترجمه رسمی
هزینه ترجمه رسمی بر اساس نرخنامه مصوب تعیین می‌شود. این نرخنامه هر سال یک بار توسط اداره امور مترجمان رسمی قوه قضائیه اعلام می‌شود. هر دارالترجمه رسمی موظف است که بر اساس قوانین، از این نرخنامه پیروی کند. گرفتن حق ترجمه اضافی از سمت هیچ مترجم رسمی یا دارالترجمه رسمی مجاز نیست. هزینه هر مدرک جداگانه تعریف می‌شود. بر اساس نوع مدرک، هزینه ترجمه رسمی فرق می‌کند. در تعیین هزینه ترجمه رسمی مدارک ۲ عامل دخیل هستند: مدارک فرمی و مدارک غیرفرمی. مدارک فرمی به مدارکی گفته می‌شود که فرم و قالب آن برای تمام افراد ثابت است و تنها در جزئیات تفاوت دارد؛ مثل شناسنامه. مدارک غیرفرمی برای هر شخص متفاوت است و ممکن است جدا تعریف شود. هزینه ترجمه رسمی مدارک فرمی برای تمام افراد یکسان است، اما هزینه ترجمه مدارک غیرفرمی بر اساس حجم مدرک و نوع آن تغییر می‌کند.